# لون أكريلك
ألوان الاكريلك (بالإنجليزية: Acrylic paint)‏

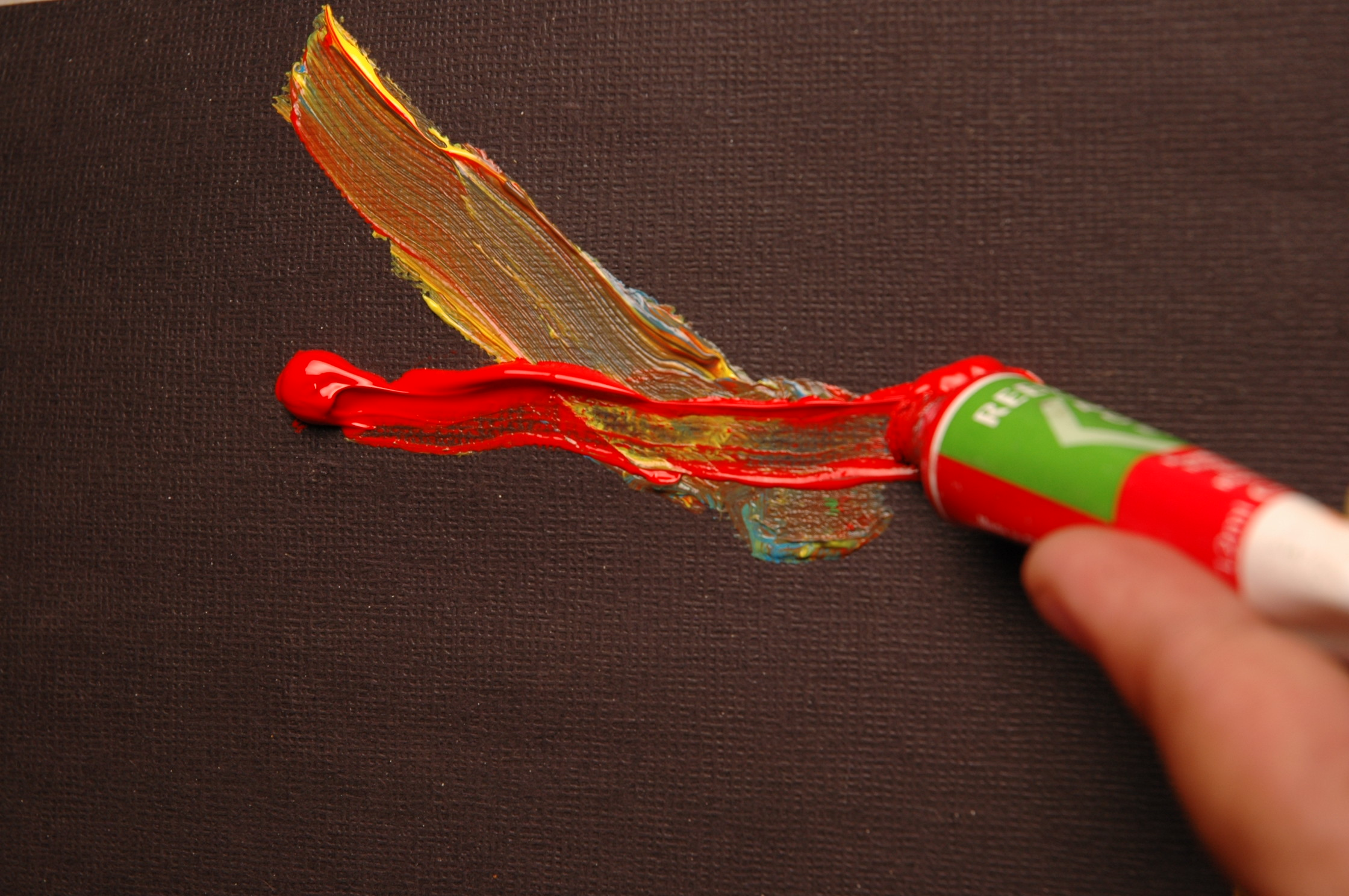

هي ألوان تخلط بمواد راتنجية تخليقية بولى أكريلات ومشتقاتها وهي تستخدم في طلاء الحوائط وتعرف بالبويات البلاستيكية. وهى تتميز بسرعة الجفاف وتظل ثابتة للتغيرات المناخية وتقاوم الاصفرار والاكسدة والتحلل وتقاوم الغسيل بالماء كما أنها جيدة الالتصاق.

## الاسطح
ألوان الاكريلك ملائمة لعديد من الاسطح مثل قماش الخيام والاخشاب والكرتون والورق وتدهن مباشرة وهي تخلط بالماءويمكن أيضا خلط ألوان الجواش مع ألوان الاكريلك على البالتة ويمكن الرسم بها بالفرشاة والسكين.